# Грузинская железная дорога

Схема Грузинской железной дороги

Грузи́нская желе́зная доро́га (груз. საქართველოს რკინიგზა — Сакартвэлос ркинигза) — транспортная компания, занимающаяся обслуживанием и эксплуатацией железных дорог Грузии.

## Описание
Грузинская железная дорога располагается на территории Грузии. Эксплуатационная длина основных линий — 1323,9 км (без учёта Абхазской железной дороги). Длина основных линий Грузинской железной дороги, включая линии на территории Абхазии, составляет приблизительно 1612 км. Эксплуатируются 1422 моста, 32 тоннеля, 22 пассажирских вокзала и 114 погрузочных станций. Станция Садахло является стыковой с Армянской железной дорогой, граница Грузинской и Азербайджанской железной дороги совпадает с государственной грузино-азербайджанской границей.
Железные дороги в Грузии электрифицированы практически полностью, причем ещё до 1970-х годов, за исключением участка Ахалкалаки — Карцахи — граница с Турцией колеи 1435 мм, открытого 30 октября 2017 года. В 2017 году завершилась реконструкция и полная электрификация ветки Марабда — Ахалкалаки, после чего все железные дороги современной Грузии колеи 1520 мм, электрифицированы постоянным током.
На участке Колобани — Тбилиси — Гардабани (граница с Азербайджаном) железная дорога двухпутная, а на всех остальных участках — однопутная. В настоящее время планируется добавление вторых путей на участке Самтредиа — Батуми, что вызвано серьёзным ростом грузооборота на этом направлении.
Основными ответвлениями являются: Натанеби — Озургети, Марнеули — Болниси — Казрети, Гурджаани — Цнори, Пост 89 км — Дедоплисцкаро, Гори — Цхинвали (участок Никози – Цхинвали был разобран в 90-х годах), Кутаиси — Ткибули, Кутаиси — Цхалтубо, Зестафони — Чиатура — Сачхере, Хашури — Сурами.

### Границы железной дороги
- Азербайджанские железные дороги (Гардабани — Беюк-Кясик, колея 1520 мм, разрыв электрификции 3 кВ/25 кВ)
- Южно-Кавказская железная дорога (Садахло — Айрум, колея 1520 мм, постоянный ток 3 кВ)
- Турецкая государственная железная дорога (Карцахи — Чилдыр, колея 1435 мм, не электрифицирован).

## История
Первая железная дорога была открыта в 1872 году. Она соединила Поти с Тифлисом (Тбилиси).
До 1991 года железные дороги на территории Грузии входили в состав Закавказской железной дороги. Грузинский участок обслуживали Самтредское и Тбилисское отделения.
После распада СССР Закавказская железная дорога разделилась на Армянскую и Грузинскую железные дороги, участок от азербайджано-грузинской границы до станции Беюк-Кясик был передан Азербайджанской железной дороге. В 1992 году за сутки до начала грузино-абхазского конфликта 1992 — 1993 гг. был разрушен железнодорожный мост через реку Ингури на абхазско-грузинской границе, участок бывшего Самтредского отделения Закавказской железной дороги западнее реки Ингури фактически функционирует как самостоятельная Абхазская железная дорога. Сообщение с Азербайджанской и Армянской (с 2008 года Южно-Кавказской) железными дорогами сохранилось.
В 2012 году ГЖД преобразована в АО.

## Подвижной состав
Грузинский участок Закавказской железной дороги со времен образования СССР являлся одним из испытательных полигонов подвижного состава, в особенности электровозов, производимых и эксплуатируемых в СССР и за рубежом. Главным участком, на котором проходили испытания подвижного состава, являлся участок Хашури —Зестафони, проходящий через Сурамский перевал. Сурамский перевальный участок являлся первым в СССР электрифицированным участком для грузового движения. Он был электрифицирован в 1932 году на участке Зестафони — Хашури и линии Хашури — Сурами. Самыми первыми локомотивами на электрифицированных железных дорогах Грузии были:
- 1. Сс/Си;
- 2. ВЛ22/ВЛ22М;
- 3. ВЛ8;

Эксплуатация подвижного состава ведется локомотивными депо: Тбилиси-Пассажирский, Тбилиси-Сортировочный, Хашури, Самтредиа, Гурджаани, Кутаиси, Батуми, Боржоми (узкоколейное депо).
По состоянию на 2014 год железные дороги Грузии имеют в своем инвентарном парке локомотивы следующих серий:
- электровозы: ВЛ22М, ВЛ8, ВЛ10У, ВЛ11М, 4Е1, 4E10;
- тепловозы: ТЭ3, 2ТЭ10, ТЭМ2, ЧМЭ3;
- электропоезда: Ср3, ЭР2, ЭС, ЭР2Т, ЭШ2, ВМК (кузова китайского производства, поставлены зимой 2010 года,собраны на заводе ТЭВРЗ весной того же года).

### Станции и платформы
- Список станций и остановочных платформ Грузинской железной дороги

## Руководство
- Исполнительный директор: Давид Перадзе
- Председатель совета директоров: Кока Гунцадзе

## Показатели
Пропускная способность перевозок грузов Грузинской железной дороги в 2020 году составила 27 млн тонн в год.